# Antecrurisa
Antecrurisa es un género de escarabajos longicornios de la tribu Acanthocinini que contiene una sola especie, Antecrurisa apicalis. La especie fue descrita por Bates en 1864.
Se distribuye por Costa Rica, El Salvador, Guatemala, Honduras, México y Nicaragua. Mide aproximadamente 9-13,78 milímetros de longitud.